# 8ª Mostra internazionale d'arte cinematografica di Venezia (1940)
L'8ª edizione della Mostra Internazionale d'Arte Cinematografica di Venezia (denominata 8ª Mostra Internazionale d'Arte Cinematografica) si è svolta a Venezia, Italia, dal 1º settembre all'8 settembre del 1940.
Questa edizione, come le due successive del 1941 e del 1942, svoltesi durante la guerra, si svolsero lontano dal Lido con la partecipazione di pochi paesi e con la proiezione in alcune sale cinematografiche di Venezia ("Rossini" e "San Marco"). Le edizioni del 1940, 1941 e 1942 in seguito si considerarono come non avvenute ai fini dell'assegnazione dei premi.

## Film in concorso

### Boemia
- L'uomo del paese incognito, (Muz z neznáma), regia di Martin Frič

### Germania
- Ballo all'opera (Opernball), regia di Géza von Bolváry
- Il postiglione della steppa (Der Postmeister), regia di Gustav Ucicky
- Süss l'ebreo (Jud Süß), regia di Veit Harlan
- L'amore più forte (Mutterliebe), regia di Gustav Ucicky
- Mani liberate (Befreite Hände), regia di Hans Schweikart
- Capitano di ventura (Trenck, der Pandur), regia di Herbert Selpin
- Spie! (Achtung! Feind hört mit!), regia di Arthur Maria Rabenalt
- Alpenkorps im Angriff, regia di Gösta Nordhaus (cortometraggio)
- Das Grüne Hertz Deutschlands, regia di Karl Hartmann (cortometraggio)
- Deutsche Panzer, regia di Walter Ruttmann (cortometraggio)
- Herbstlied, regia di Gero Priemel (cortometraggio)
- Jugend Flüge (cortometraggio)
- Kaltbluetige Sippschaft, regia di Wolfram Junghans (cortometraggio)
- Moderne Zentauren, regia di J. Joachim Bartsch (cortometraggio)
- Rähnlein Florian Geyer (cortometraggio)
- Die Sommerweise, regia di Gero Priemel (cortometraggio)
- Weidewechsel Über Silde Passe, regia di Herbert Dreyer (cortometraggio)
- Weltraumschiff 1 startet..., regia di Anton Kutter (cortometraggio)
- Wochenschau N. 470 (cinegiornale)

### Italia
- Oltre l'amore, regia di Carmine Gallone
- La peccatrice, regia di Amleto Palermi
- L'assedio dell'Alcazar, regia di Augusto Genina
- Una romantica avventura, regia di Mario Camerini

- Don Pasquale, regia di Camillo Mastrocinque
- Abbandono, regia di Mario Mattoli
- Il cavaliere di Kruja, regia di Carlo Campogalliani
- Armonie di primavera, regia di Piero Francisci (cortometraggio)
- Aurora della vita, regia di Sandro Pallavicini (cortometraggio)
- Il canarino, regia di Roberto Omegna (cortometraggio)
- La chiocciola, regia di Roberto Omegna (cortometraggio)
- La vita della zanzara, regia di Roberto Omegna (cortometraggio)
- Napoli anno XVIII, regia di Alessandro Blasetti (cortometraggio)
- Nulla si distrugge, regia di Piero Francisci (cortometraggio)
- Sulle Alpi - La battaglia dei quattro giorni, regia di Vittorio Gallo (cortometraggio)

### Romania
- Lupii din muntele Surul, regia di Joup Rubner e Angela Popescu

### Svezia
- Kadettkamrater, regia di Weyler Hildebrand
- Stål, regia di Per Lindberg

### Svizzera
- Verena-Stadler, regia di Herman Haller
- Alerte (cortometraggio)
- Une oeuvre, une peuple, regia di Charles-Georges Duvanel (cortometraggio)

### Ungheria
- Le mille e una notte (Gül Baba), regia di Kálmán Nádasdy
- L'angelo della sera (Dankó Pista), regia di László Kalmár (regista)
- La vita nella foresta (cortometraggio)
- Porcellane , regia di László Cserépy (cortometraggio)
- Sale (cortometraggio)

## Giuria e Premi
La giuria si compose di delegati italiani e tedeschi che decisero i vincitori:
- Coppa Mussolini per il miglior film straniero: Il postiglione della steppa (Der Postmeister) di Gustav Ucicky
- Coppa Mussolini per il miglior film italiano: L'assedio dell'Alcazar di Augusto Genina